# Chiesa di San Martino (Pontorme)
La chiesa di San Martino si trova a Pontorme, frazione del comune di Empoli, in provincia di Firenze, arcidiocesi della medesima città.

## Storia
La chiesa di San Martino è situata all'esterno delle mura di Pontorme e probabilmente fu fondata prima del Mille, come suggerirebbero alcuni reperti altomedievali rimasti. Le prime testimonianze documentarie risalgono alla fine del XII secolo, quando appare citata in una bolla di papa Lucio III nel 1183, come dipendente dalla badia di Spugna, e in un'altra di papa Celestino III del 1192, come suffraganea della pieve di Sant'Andrea di Empoli. Pochi anni dopo, nel 1197, all'interno della chiesa fu firmato un trattato di pace.
Nel 1258 il papa Alessandro IV la confermò alla pieve di Empoli e da allora fino ai primi del XIV secolo la chiesa visse un periodo di notevole ricchezza economica, anche grazie a diversi lasciti testamentari. Nel 1390 e nel 1455 la chiesa fu arricchita da due nuovi altari; negli statuti comunali del 1445 ci sono varie norme che regolano la viabilità e l'uso dello spazio intorno a essa.
Dal Trecento il patronato spettava alla famiglia Frescobaldi, come testimonia lo stemma in facciata, che nel 1610 finanziò una serie di lavori alla chiesa: furono aumentate le aperture nella facciata, chiuse le monofore e, all'interno, intonacate le pareti e modificati gli altari. Accanto alla chiesa, nel 1727, fu costruito l'oratorio del Rosario.
A causa della vicinanza con il fiume Arno la chiesa era spesso soggetta ad allagamenti e, dopo una serie di inondazioni, nel 1771 furono rifatte le fondamenta e la tettoia, mentre nel 1880 si dovette rialzare il pavimento.
Nel 1927, sotto la guida dell'architetto Ezio Cerpi, la chiesa è stata riportata a un rigoroso stile romanico.

## Descrizione
La chiesa di San Martino consiste in un edificio ad aula unica rettangolare coperta a tetto e conclusa da un'abside. Sono chiaramente visibili due fasi nella costruzione dell'edificio: una più antica dominata dall'uso della pietra serena e una più recente con l'uso del mattone.

### Esterno

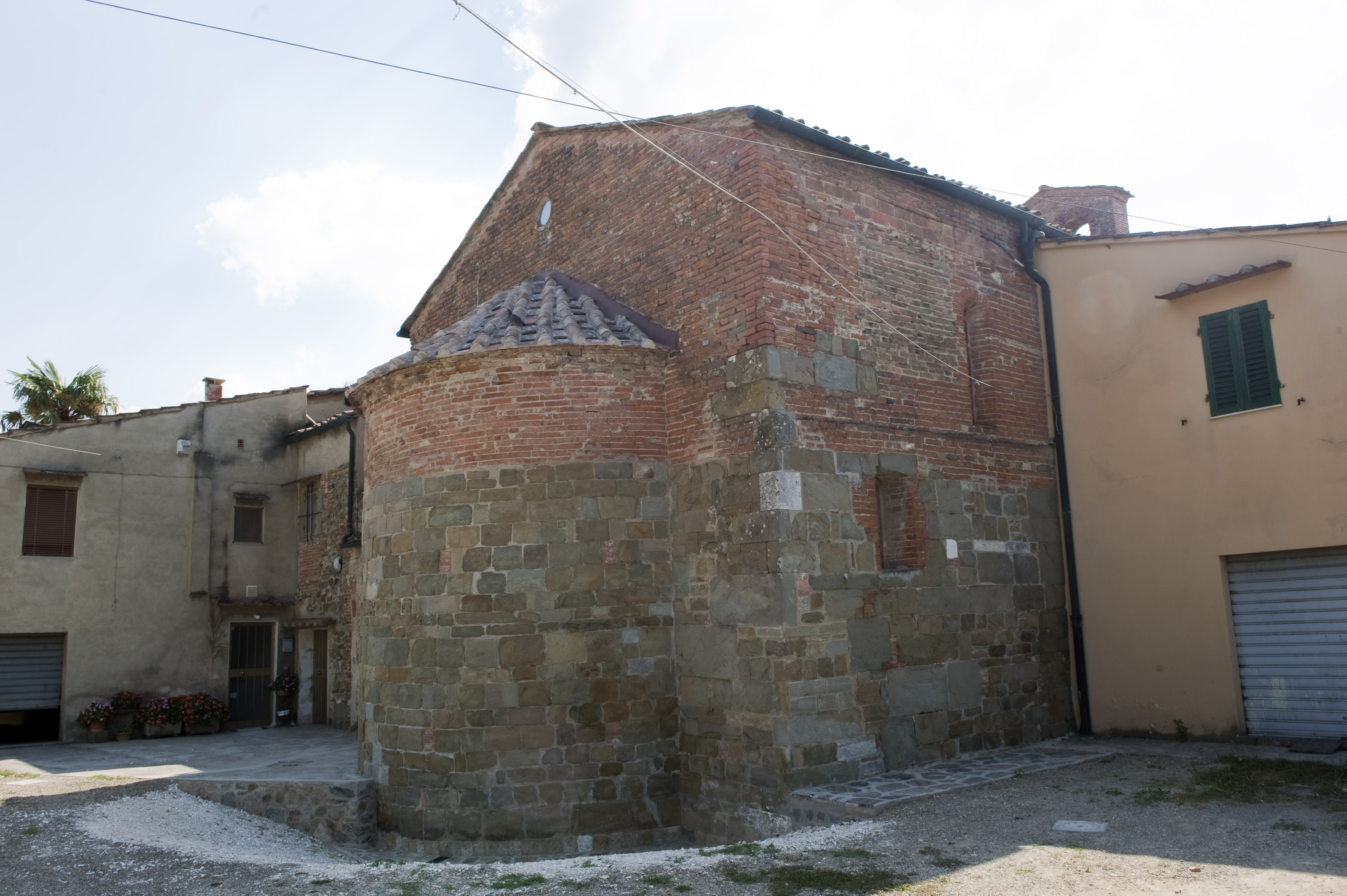
Abside

La facciata è a capanna ed è coronata da mattoni disposti a dente di sega. Il basamento è in pietra arenaria con inserimenti marmorei e al centro è aperta dal portale architravato con lunetta in cotto, arco estradossato e ghiera con decorazione a zig-zag. Sulla falda destra è impostato il campanile a vela biforo in mattoni; alla base del campanile si trova un mattone con una rara decorazione a zig-zag con losanga inserita in un cerchio.
La fiancata settentrionale, non è completamente visibile e nel basamento si trova inserito un frammento in marmo scolpito a intrecci da mettere in relazione con un altro simile murato vicino all'altare e facenti parte di un arredo oggi disperso.
La tribuna mostra il volume cilindrico dell'abside sopra la quale si apre un piccolo occhio. A sinistra si possono facilmente notare le tracce di aperture oggi tamponate.

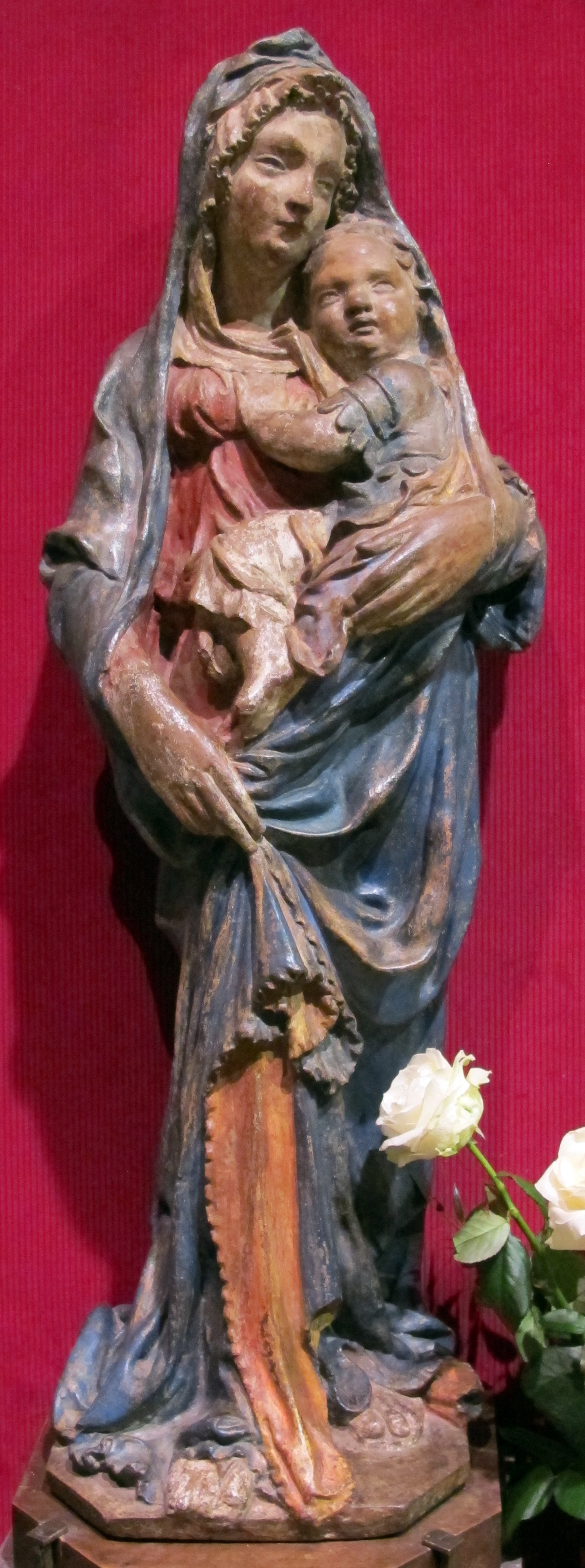
Filippo Brunelleschi o Donatello, Madonna col Bambino

### Interno
L'interno è stato ripristinato in stile nel 1927 e si caratterizza per i diversi materiali impiegati. Le pareti laterali hanno il paramento murario in bozze di calcare disposte a filaretto e stuccate con cemento; vi si aprono delle strette monofore. La tribuna e la controfacciata hanno un paramento murario di maggior qualità, simile a quello esterno. 
Vi si trovano notevoli opere d'arte: le due piccole tavole di Giovanni Toscani che rappresentano Santi (Sant'Antonio abate, San Michele arcangelo, San Martino, San Gregorio, San Lorenzo) e Sante (Sant'Agata, Sant'Apollonia, Santa Lucia, Santa Caterina d'Alessandria), databile al 1410 - 1415 circa, facenti parte di un trittico commissionato dai Frescobaldi, come indicaa la stemma della famiglia intagliato sul retro delle tavole, e probabilmente già collocato all'altare maggiore. Il trittico aveva probabilmente al centro la scultura in terracotta dipinta, anch'essa in loco, rappresentante la Madonna col Bambino, già attribuita a Michele da Firenze o a Filippo Brunelleschi e più recentemente a Donatello, della quale sono sconosciute le circostanze della commissione e l'identità del committente.
In chiesa è anche un affresco quattrocentesco attribuito a Pier Francesco Fiorentino, con i Santi Sebastiano e Rocco.